# Daisen (Akita)
Pour les articles homonymes, voir Daisen.
Daisen (大仙市, Daisen-shi) est une ville située dans la préfecture d'Akita, au Japon.

## Géographie

### Situation
Daisen est située dans le sud-est de la préfecture d'Akita, sur l'île de Honshū, au Japon. Elle s'étend, au sud-est d'Akita, capitale préfectorale, sur 44 km d'ouest en est, et, sur 40 km, du nord au sud, à environ 430 km, à vol d'oiseau, au sud-ouest de Tokyo.

### Municipalités limitrophes
| Akita     | Akita  | Semboku   |
| Akita     | Daisen | Nishiwaga |
| Yurihonjō | Yokote | Misato    |

### Démographie
Au 1er avril 2015, selon les estimations du recensement national, la population de Daisen s'élevait à 82 783 habitants, répartis sur une superficie de 866,77 km2. Après un pic démographique en 1955 (123 158 habitants), la population de Daisen n'a cessé de diminuer, passant sous les 100 000 en l'an 2000.

### Hydrographie
Le fleuve Omono traverse le sud-ouest de la ville de Daisen avant de se jeter dans la mer du Japon, à Akita.

### Climat
Daisen a un climat continental humide caractérisé par des étés doux et des hivers froids avec de fortes chutes de neige. La température moyenne annuelle est de 10,1 °C. La pluviométrie annuelle moyenne est de 1 692 mm, juillet étant le mois le plus humide.

## Histoire
La région actuelle de Daisen faisait partie de l'ancienne province de Dewa. Durant l'époque d'Edo, la région était sous le contrôle du clan Satake.
La ville de Daisen a été créée en 2005, à la suite de la fusion de la ville d'Ōmagari, des bourgs de Kamioka, Kyōwa, Nakasen, Nishisenboku, Ōta et Semboku, et du village de Nangai, tous partie alors du district de Semboku.

## Patrimoine culturel

### Feux d'artifice d'Ōmagari
Chaque année, le quatrième samedi du mois d'août, depuis 1910, se déroule, à Ōmagari, un quartier de Daisen, le festival de feux d'artifice d'Ōmagari, appelé officiellement Compétition nationale de feux d’artifice. En 2013, il a attiré 760 000 personnes.

## Transports
Daisen est desservie par la ligne Shinkansen Akita, à la gare d'Ōmagari. Elle est également desservie par les lignes classiques Ōu et Tazawako.

## Personnalités liées à la municipalité
- Eiji Gotō (en), amiral de la flotte impériale japonaise.
- Gotō Chūgai, écrivain.
- Kazuo Koike, auteur de manga.
- Nobuhide Minorikawa (en), homme politique.
- Kazuo Oga, peintre.
- Hitoshi Okuda (en), artiste de manga.
- Toshirō Yanagiba, acteur.
- Ryōgoku Yūjirō (en), combattant sumo.
- Sukeshiro Terata (en), homme politique.